# دوري قرغيزستان لكرة القدم 2009
دوري قيرغيزستان لكرة القدم 2009 هو الموسم 18 من دوري قيرغيزستان لكرة القدم. كان عدد الأندية المشاركة فيه 10، وفاز فيه نادي دوردوي بيشكك.